# Utvrđivanje alkoholisanosti
Utvrđivanje alkoholisanosti je skup mera i postupaka kojim društvo ili neka sredina, želi da utvrdi da li je neki čovek  u alkoholisanom stanju, odnosno da li je upotrebom alkohola doveo sebe u posebno psihičko i fizičko stanje, koje iako je vremenom ograničeno i prolazno, može uzrokovati neadekvatno ponašanje i time ugroziti  zdravlje i život alkoholisane osobe ali i život drugih osoba u njegovom okruženju. U takvo stanje se mogu dovesti kako alkoholičari tako i oni koji to nisu.
Prisustvo alkohola u organizmu ili alkoholisanost) utvrđuje se odgovarajućim sredstvima ili aparatima za merenje alkoholisanosti (alkometrom), na licu mesta ili u nadležnim zdravstvenim ustanovama kliničkim pregledom i laboratorijskim analizama krvi i urina.

## Alkoholisano stanje
Alkoholisano stanje podrazumeva  promenu u fizičkom i mentalnom stanju neke osobe, koje je izazvano sadržajem alkohola u njegovom organizmu veće od 0,30 mg/ml. Pod terminom alkohol podrazumeva se etil alkohol (etanol), kao osnovni sastojak alkoholnih pića.

## Alkoholemija
Alkoholemija označava nivo alkohola u krvi, na osnovu koga čovek reaguje na alkohol. Prema nivou alkoholemije razlikujemo obično i abnormalno pijanstvo:
Obično pijanstvo — ili  obična reakcija na alkohol, podrazumeva uobičajno reagovanje i ponašanje
alkoholisane osobe (kako otprilike reaguje većina ljudi). U takvim situacijama, ispadi su prvenstveno u sferi čula i motorike a posledica su dejstva alkohola na mozak koje je izrazito inhibiran.
Abnormalno pijanstvo —  podrazumeva  reakciju psihičkih bolesnika na alkohol, u kojoj je dovoljna vrlo mala količina unesenog pića, da izazove sliku i manifestnog težeg stepena alkoholisanosti.

## Podnošenje i reagovanje na alkohol
Podnošenje i reagovanje na alkohol  manifestuje se:
- promenama svesti,
- afektivnim reagovanjem,
- neadekvatnim ponašanjem.

Pri tome treba imati u vidu da podnošenje i reagovanje na alkohol ne samo što varira od osobe do osobe nego i kod jedne iste osobe varira od situacije do situacije. Individualni faktor od koga zavisi reagovanje u alkoholisanom stanju još uvek  su nedovoljno jasni i nedovoljno ispitan. 
Neko se brzo napije, neko sporo i teško, nekom je dosta jedna ili dvije čašice da mu se razveže jezik neko može i  „bure” da popije. Češći kontakti sa alkoholom donose izvesno povećanje tolerancije koja sa „dužim stažom” opada pa se alkoholičar i od jedne čaše može da napije. 
U tom smislu i klinička slika akutne alkoholisanosti ne mora odgovarati koncentraciji alkohola u krvi, jer simptomatologija pijanstva  veoma individualna i zavisi od mnogih faktora:
- deca i stare osobe,
- osobe posle povreda glave,
- osobe sa različitim duševnim poremećajima,
- umorne i psihički ili fizički iscrpljene osobe

Takve osobe već pri malim količina alkoholnog pića mogu manifestovati izrazite simptome pijanstva,
koje po pravilu ne odgovara određenoj koncentraciji alkohola. 
Navika na alkohol takođe ima određeni značaj jer takve osobe mogu da podnesu veću količinu alkoholnog pića bez izrazite simptomatologije pijanstva, mada u kasnijem stadiju kada dođe i do poremećaja psihičke strukture ličnosti dolazi ponovo do preosjetljivosti tako da ih i male količine alkohola dovode do „napitosti“.
Temperaturni uslovi su takođe važni za simptomatologiju pijanstva tako da u zimskim danima ili u hladnim prostorijama simptomatologija je slabije izražena nego kada se alkohol konzumira u sparnim danima i pri visokim temperaturama.

## Metode
U  svakodnevnoj praksi na globalnom nivou, danas se za utvrđivanje alkoholisanosti  primenjuju se  sledeće metode:
- alkotestiranja izdahnutog vazduha na terenu
- analize krvi i urina u laboratoriji,
- procena alkoholisanosti na osnovu vrste i količine popijenog pića.

pića koristi samo u slučajevima kada, iz određenih razloga, nije izvršeno alkotestiranje ili nije bilo moguće blagovremeno uzimanje krvi i urina za laboratorijsku analizu metode: Analiza uzetih uzoraka krvi i urina i analiza izdahnutog vazduha iz pluća.

### Alkotestiranja izdahnutog vazduha na terenu
Analiza izdahnutog vazduha iz pluća na postojanje alkoholisanosti vrši se odgovarajućih sredstava —alkotestova, na licu mesta (na terenu). Ova analiza je manje pouzdana metoda jer se njom utvrđuje količina alkohola u organizmu a ne u krvi.
Analiza izdahnutog vazduha je najšire primjenjivana metoda i zasniva se na poznatom fiziološkom odnosu koncentracije alkohola u krvi i izdahnutom vazduhu.
Prednost ove metode, koju ispitanik može da ih ospori na mestu testiranja, ogleda se u sledećem:
- nije invazivna,
- rezultati se dobijaju odmah
- aparati su prenosivi, laki za upotrebu
- nema problema sa odlaganjem biološkog materijala nakon analize.

Najveća slabost metode je biološka komponenata koja se može razlikovati kod pojedinih osoba, kao što su:
- vitalni kapacitet pluća,
- plućna oboljenja (koja u principu ne moraju znatno uticati na dobijeni rezultat ali ih treba razmotriti).

Problemi sa ovom metodom mogu biti i:
- neadekvatna upotreba aparata za testiranje (jer primena metode zahteva dobru obučenost ispitivača),
- strogo pridržavanje uputstva za upotrebu,
- dobra saradnja testirane osobe što je teško postići kod osobe pod uticajem alkohola.

### Analize krvi i urina u laboratoriji
Analiza uzetih uzoraka krvi i urina od alkoholisane osobe, obavlja se u specijalizovanoj laboratoriji, uz primenu svih do sada priznatih svetskih standarda. 
Metoda je pouzdanija  od analize izdahnutog vazduha iz pluća jer se analizom krvi ili krvi i urina utvrđuje stvarna količina alkohola u krvi. 
Uzimanje uzorka krvi vrši se isključivo u zdravstvenim ustanovama. Tokom uzimanja uzorka službeno lice mora kontrolisati uzimanja uzoraka da bi se izbegle moguće zamene ili bilo kakve druge manipulacije
sa uzorcima. Uzorci koji se šalju na analizu u laboratoriju obavezno se obeležavaju  čuvaju, dostavljaju i transportuju u frižideru. 
Gasna hromatografija je metoda koji se danas koristi u u mnogim centrima i spada u najpouzdanija  metode. Specifična je za alkohol, jer ima:
- veliku osetljivost i brzinu,
- istovremeno se radi veliki broj uzoraka,
- daje pisane rezultate za arhivu,
- mali uticaj ljudskog faktora na rezultate (praktično ne postoji)

Pored etanola, čije se prisustvo određuje ovom metodom, može se identifikovati i eventualno prisustvo: * Metil-alkohola (metanola) —  koji može biti prisutan u uzorcima kao posledica konzumiranja nekvalitetnih alkoholnih pića, 
- Acetona — koji se može nalaziti u krvi i urinu obolelih od šećerne bolesti.

Rezultati analiza koncentracije alkohola u uzorcima krvi i urina, dobijeni primenom gasne hromatografije, kao visoko osetljive i precizne analitičke tehnike, potpuno su pouzdani i prihvaćeni su kao dokaz u sudskim postupcima.

### Procena alkoholisanosti na osnovu vrste i količine popijenog pića
Procena alkoholisanosti na osnovu vrste i količine popijenog pića koristi se samo u slučajevima kada, iz određenih razloga, nije izvršeno alkotestiranje ili nije bilo moguće blagovremeno uzimanje krvi i urina za laboratorijsku analizu.
Ova procena se najčešće vrši na osnovu Vidmarkovog proračuna, u kome je slaganje vrednosti tako dobijenih koncentracija sa koncentracijama dobijenim primenom metoda alkotestiranja i analize krvi je oko 33%, što je manje u odnosu na međusobno slaganje rezultata
alkotestiranja i analize krvi (39%).
Vidmarkov proračun, pored vrste i količine popijenog pića, u obzir uzima i:
- telesnu masu ispitanika,
- odnos alkohola u krvi i tkivima (redukcioni faktor),
- period konzumiranja pića (eliminacija pića u vremenu).[7]

Vidmarkov proračun koncentracije alkohola u krvi je najmanje precizna metoda, pomoću koje se vrši teoretska procena očekivane koncentracije alkohola u krvi na osnovu poznate količine konzumiranog pića. Imajući ovo u vidu ova metoda primjenjuje se samo izuzetno – u slučajevima kada nije bilo moguće blagovremeno uzimanje uzoraka krvi i urina ili alkotestiranje. Za kvalitetnije tumačenje rezultata Vidmarkovog proračuna, pored osnovnih podataka o konzumiranom piću i telesnoj masi ispitanika, potrebno je pribaviti što više podataka o vremenu i dinamici konzumiranja pića i hrane, zdravstvenom stanju ispitanika i dr., kako bi determinacija stepena alkoholisanosti bila relevantna.

## Literatura
- Закона о безбедности и здрављу на раду („Сл. гласник РС“, бр. 101/05, 91/15 и 113/17).
- Ljiljana Simurdić  Primjena metoda za određivanje koncentracije alkohola u organizmu i komparacija rezultata. Архивирано на веб-сајту  (6. новембар 2019), Glasnik hemičara,tehnologa i ekologa Republike Srpske, 11 (2015) 56-64

## Spoljašnje veze
|  | Molimo Vas, obratite pažnju na važno upozorenje u vezi sa temama iz oblasti medicine (zdravlja). |